# 陶河镇
陶河镇，是中华人民共和国广东省汕尾市海豐縣下辖的一个乡镇级行政单位。

## 行政区划
陶河镇下辖以下地区：
陶塘社区居民委、杨南村、杨东村、杨西村、杨北村、步雅村、陶新村、陶北村、陶东村、霞西村、陶联村、陶西村、陶南村、桐埔村、金锡村、雅卿村、霞雅村和下边村。